# Vénus (film, 1929)
Pour les articles homonymes, voir Vénus.
Vénus est un film français réalisé par Louis Mercanton et sorti en 1929.

## Synopsis
La princesse Doriani est à la tête d'une compagnie de navigation en Mer Méditerranée. Elle est à l'origine de la révocation du capitaine Franqueville, qui est devenu simple contremaître à Oran. Elle s'éprend de lui, mais il finit par découvrir son identité.

## Fiche technique
- Réalisation : Louis Mercanton
- Scénario : Adrien Gaillard d'après une histoire de Jean Vignaud[2]
- Producteur : Louis Mercanton
- Photographie : Léonce-Henri Burel
- Distributeur France : Les Artistes Associés
- Distributeur US : United Artists
- Date de sortie : 29 septembre 1929

## Distribution
- Constance Talmadge : Princesse Béatrice Doriani
- André Roanne
- Jean Murat : le capitaine Franqueville
- Max Maxudian : le prince Mario Zarkis
- Charles Frank
- Louis Baron fils : le capitaine de Venus
- Frédéric Mariotti : le chef des dockers
- Jean Mercanton : l'enfant (fils de Louis Mercanton)
- Maurice Schutz
- Julio de Romero
- Anthony Hankey
- Desdemona Mazza

## Production
Le film a été tourné à Oran et à Alger, ainsi qu'aux Studios de la Victorine.